# Faro de las islas Flannan
El faro de las islas Flannan es un faro ubicado en lo alto de Eilean Mòr, la mayor de las islas Flannan en las Islas Hébridas Exteriores, frente a la costa oeste de Escocia. Es conocido sobre todo por la desaparición misteriosa de sus guardianes en el año 1900.

## Historia

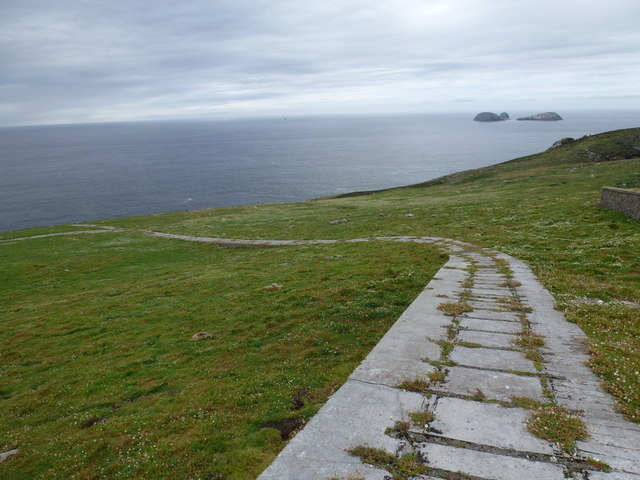
Los restos del ferrocarril del faro en 2012; esta vista es mirando aproximadamente de oeste a suroeste del faro. El sitio del "cruce Clapham" es visible en el centro izquierda.

Las islas Flannan son un archipiélago de siete islotes deshabitados. Toman su nombre de Flannan Mac Toirrdelbaig, un obispo del siglo VII que evangelizó la zona y en sus últimos días se retiró en la isla mayor de Eilean Mòr, donde aún se conserva en ruinas la capilla que levantó. Tan solo en verano algunos pastores llevaban sus ovejas a las islas debido a la calidad de su pasto, pero aparte eran evitadas y asociadas a figuras malignas típicas del folclore escocés: brujas y kelpies, porque su niebla frecuente y rocas facilitaban los naufragios. Los navegantes de la zona las llamaban por eso Los Siete Cazadores. 
Dado el elevado número de naufragios y víctimas en las décadas precedentes, para evitarlo, un faro de 23 metros fue diseñado por David Alan Stevenson para la Northern Ligthouse Board (NLB) escocesa en lo alto de Eilean Mòr. La construcción, entre 1895 y 1899, fue emprendida por George Lawson de Rutherglen, incluyendo la construcción de zonas de atraque, escaleras, raíles, etcétera. Todos los materiales utilizados tuvieron que ser elevados por los acantilados de 45 m directamente desde los botes de suministros, una tarea nada trivial en un océano Atlántico prácticamente siempre agitado. Una estación costera en Breasclete, en la Isla de Lewis, también fue construida. El faro fue encendido el 7 de diciembre de 1899 y su luz podía verse hasta a treinta kilómetros de distancia.
El propósito de los raíles de ferrocarril era facilitar el transporte de provisiones para el farero y combustible para la luz (parafina, en aquellos tiempos; la luz consumía veinte barriles al año) en el empinado terreno desde las zonas de atraque mediante un ferrocarril por cable. Funcionaba con un motor de vapor pequeño ubicado en una cabaña contigua al faro. Una pista descendía desde el faro en dirección oeste y luego se curvaba hacia el sur. En el centro de la isla se bifurcaba mediante un conjunto de desvíos de acción manual jocosamente bautizado "Cruce Clapham"; una rama continuaba la curvatura hacia el este hasta el sitio de atraque del este, en el lado sureste de la isla, formando así un semicírculo, mientras la otra, ligeramente más corta, torcía al oeste para servir al sitio de atraque oeste, situado en una ensenada pequeña en la costa sur de la isla. Las aproximaciones finales a las zonas de atraque eran extremadamente empinadas. El cable estaba guiado por poleas puestas entre los rieles, y una línea de postes colocados fuera del raíl interior impedía que descarrilara si por un fallo se salía de las poleas. La carga era transportada por los fareros mediante un vagón de cuatro ruedas.
En 1925, el faro fue uno de los primeros en tierras escocesas en recibir comunicaciones desde la costa por telegrafía inalámbrica. 
En los años 1960, el sistema de transporte de la isla fue modernizado. El ferrocarril fue retirado, dejando atrás el lecho de hormigón en el que se había colocado para servir de camino para un "mosquito", un vehículo de carga de tres ruedas de goma con motor de cuatro tiempos, construido por Aimers McLean, de Galashiels. Este tuvo una vida laboral mucho más corta que el ferrocarril, al quedarse obsoleto en cuanto el helipuerto fue construido.
El 28 de septiembre de 1971, el faro fue automatizado. Un helipuerto de hormigón armado fue construido al mismo tiempo para permitir visitas de mantenimiento en condiciones climáticas adversas. La luz es producida por la combustión de gas acetileno y tiene un alcance de 17 millas náuticas o 20 millas terrestres (32 km). Ahora se encuentra controlado desde But of Lewis y la antigua estación costera fue convertida en pisos de alquiler.

## Desapariciones de 1900

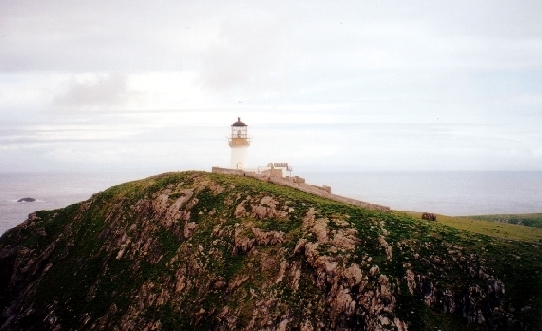
Faro de las islas Flannan.

El primer registro de que algo era anormal en el faro de las islas Flannan sucedió en la noche del 15 de diciembre de 1900, cuando el vapor Archtor, en ruta de Filadelfia a Leith, anotó en su cuaderno de bitácora que la luz del faro no estaba encendida a pesar de las condiciones climáticas adversas. Cuando el barco, retrasado por el temporal, atracó en Leith el 18 de diciembre de 1900, el avistamiento fue informado a la Nothern Lighthouse Board. El barco de aprovisionamiento del faro, el Hesperus, fue incapaz de navegar desde Breasclete, en la isla Lewis, como tenía planeado realizarlo el 20 de diciembre debido a las condiciones climáticas adversas; no logró llegar a la isla hasta el mediodía del 26 de diciembre. El faro era manejado por tres hombres, James Ducat, Thomas Marshall y Donald McArthur, con un cuarto hombre de relevo rotativo que pasaba tiempo en la costa.
Al llegar, la tripulación y el hombre de relevo vieron que el asta no tenía bandera, todas las cajas de provisiones habituales anteriores habían quedado en el sitio de embarque, y aún más extraño, ninguno de los fareros estaba allí para darles la bienvenida. Jim Harvie, el capitán del Hesperus, intentó llamar su atención haciendo sonar la sirena del barco y lanzando una bengala, pero sin éxito.
Se arrió un bote y Joseph Moore, el cuarto farero de relevo, fue llevado a tierra solo. Encontró la puerta de entrada al complejo y la puerta principal del faro ambas cerradas, las camas sin hacer, en la chimenea las cenizas frías y el reloj de pared parado al no habérsele dado cuerda. Regresó a la zona de atraque con estas siniestras noticias, y luego volvió con el segundo de a bordo del Hesperus y un marinero. Una búsqueda más minuciosa reveló que las lámparas habían sido limpiadas y rellenadas. Un sobretodo encerado continuaba en el perchero, sugiriendo que uno de los fareros había salido sin esta habitual protección marinera contra el mal tiempo, propio de esa época del año. Todo permanecía limpio y en orden, sin la menor señal de violencia, aparte de una silla volcada junto a la mesa de la cocina. No había ningún rastro de los fareros, ni dentro del faro ni fuera en la isla.

Moore y tres marineros voluntarios se quedaron en la isla para atender el faro y el Hesperus regresó a Lewis. El capitán Harvie envió un telegrama a la Northern Lighthouse Board con fecha del 26 de diciembre de 1900, declarando:
"Un accidente terrible ha pasado en las islas Flannan. Los tres guardianes, Ducat, Marshall y el ocasional han desaparecido de la isla... Se detuvieron los relojes y otras señales indicaron que el accidente debe haber sucedido hace aproximadamente una semana. Pobres hombres, deben haber sido arrojados desde los acantilados o ahogados tratando de asegurar una grúa."
En Eilean Mòr, los hombres registraron cada rincón de la isla en busca de pistas sobre el destino de los guardianes. Encontraron que todo estaba intacto en el embarcadero este pero el sitio de atraque del oeste proporcionó evidencia considerable de daños causados por tormentas recientes. Una caja a 33 metros sobre el nivel del mar había sido rota y sus contenidos esparcidos; las barandas de hierro estaban dobladas, los raíles de hierro del ferrocarril habían sido arrancados de su hormigón, y una roca que pesaba más de una tonelada había sido desplazada. En la cima del acantilado, a más de 60 metros sobre el nivel del mar, la hierba había sido arrancada hasta 10 metros del borde del acantilado.

### Especulación y conjeturas
Ningún cuerpo fue nunca encontrado, resultando en una "fascinante especulación nacional" en diarios y periódicos británicos de la época. Se contaron historias inverosímiles, como que una gran serpiente de mar (o pájaro marino gigante) se había llevado a los hombres; que habían arreglado para que un barco les recogiera y empezar nuevas vidas, que habían sido secuestrados por espías extranjeros; o habían conocido su destino a través de la presencia malévola de un barco lleno de fantasmas (las explicaciones sobrenaturales sobre espíritus o brujería eran las preferidas por los locales). Más de diez años después, los acontecimientos todavía eran conmemorados y especulados. La balada escrita en 1912 Flannan Isle, de Wilfrid Wilson Gibson, se refiere erróneamente a una silla volcada y una mesa recién puesta, indicando que los fareros habían sido de repente perturbados.
Sin embargo, cuando atravesamos la puerta,

solo vimos una mesa puesta

para la cena, carne, queso y pan;

pero, todo intacto; y nadie allí,

como si, cuando se sentaron a comer,

antes de que pudieran saborear,

hubiera llegado la alarma, y se apresuraron

a levantarse y dejar el pan y la carne,

porque en la cabecera de la mesa, una silla

Lay cayó sobre el piso.
Sin embargo, en un primer relato hecho por Moore, el guardián de relevo, declaró que: "Los utensilios de cocina estaban todos muy limpios, lo cual es una señal de que debe haber sido en algún momento después de la cena que se fueron."
Moore, cuando se despidió de ellos el día 8, los había visto bien, ni tristes ni molestos. La última entrada anotada en el registro del faro era del 13 de diciembre, pero se habían escrito en la pizarra para transferir luego al libro de registro las incidencias climáticas del día 14, con mal tiempo, y a las 9:00 a. m. del día 15 que el viento amainaba y apagaban la luz por la buena visibilidad.

### Investigación de la Northern Lighthouse Board

Bandera de la Northern Lighthouse Board.

El 29 de diciembre de 1900, Robert Muirhead, superintendente de la Northern Lighthouse Board (NLB), llegó a la isla para llevar a cabo la investigación oficial del incidente. Muirhead había reclutado a los tres hombres desaparecidos y les conocía personalmente.

Examinó la ropa dejada en el faro y concluyó que James Ducat y Thomas Marshall habían bajado a la zona de atraque occidental, y que Donald McArthur (el 'ocasional') había dejado el faro durante una fuerte lluvia en mangas de camisa. Anotó que quienquiera que dejara el faro en último lugar había dejado desatendida la luz, violando las normas de la NLB. También señaló que algunos de los daños en el embarcadero oeste eran "difíciles de creer a no ser que se vieran realmente".

"Según las pruebas que pude obtener, estoy convencido de que los hombres habían estado de guardia hasta la cena del sábado 15 de diciembre, que habían bajado para asegurar una caja en la que se guardaban las cuerdas de amarre, las cuerdas de atraque, etcétera, y que estaba asegurada en una grieta en la roca aproximadamente a 110 pies [34 m] sobre el nivel del mar, y que un mar extra grande (ola gigante) había subido por la roca, pasado por encima de ellos y viniéndose abajo con fuerza inmensa, los barrió por completo."

Se desconoce si esta explicación trajo algún consuelo a las familias de los perdidos fareros. El destino de Thomas Marshall, James Ducat (que dejó viuda y cuatro hijos) y Donald MacArthur (que también dejó viuda y dos hijos) lanzó una sombra sobre el servicio del faro durante muchos años.

### Interpretaciones y teorías posteriores

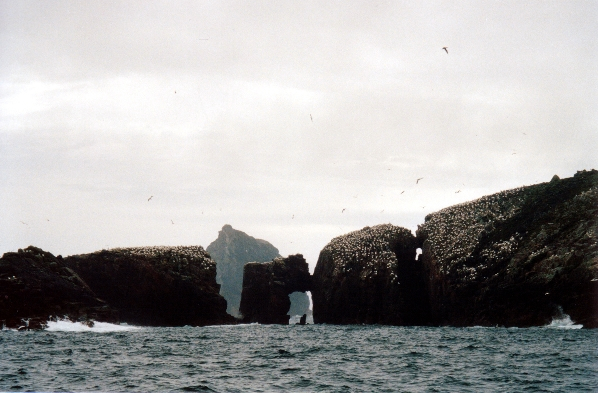
La más occidental de las islas Flannan: Eilean un' Ghobha y Roareim, con Brona Cleit a lo lejos.

Investigadores posteriores han tenido en cuenta la geografía de las islas. La costa de Eilean Mòr está profundamente marcada por estrechos acantilados llamados geos. El embarcadero oeste, situado en uno de estos geos, termina en una cueva. Durante marea alta o tormentas, el agua se precipita en la cueva y entonces rebota y sale con fuerza considerable. Es posible que MacArthur pudiera haber visto una serie de grandes olas acercándose a la isla, y sabiendo el probable peligro para sus colegas, corrió abajo para advertirles, solo para ser arrastrado también por la violenta marejada. Investigaciones de James Love descubrieron que Marshall había sido anteriormente multado con cinco chelines por haber perdido su equipamiento durante un fuerte vendaval. Podría ser que, intentando que no volviera a ocurrir, él y Ducat intentaron asegurar su equipamiento durante una tormenta y fueron barridos como resultado. El destino de MacArthur, a pesar de la obligación de que un hombre como mínimo debía permanecer siempre en el faro, puede haber sido el mismo. Love especula que MacArthur probablemente trató de advertir o ayudar a sus colegas y fue también barrido. Esta teoría tiene la ventaja de explicar el sobretodo y el abrigo de MacArthur en sus perchas, pero no las puertas cerradas. Otra teoría se basa en las experiencias de primera mano de Walter Aldebert, farero de las Flannan de 1953 a 1957. Creía que un hombre pudo haber caído al mar y entonces sus compañeros, que intentaban rescatarle, fueron también barridos por anormales olas gigantes.
Otra propuesta se basa en la psicología de los guardianes. Presuntamente MacArthur tenía un carácter volátil; esto puede haber terminado en una lucha al borde del acantilado del embarcadero oeste, causando la muerte de los tres hombres. Otra teoría es que uno de los hombres se volvió loco, asesinó a los otros dos, lanzó sus cuerpos al mar, y después saltó él mismo.

## En la ficción
Entre las teorías modernas no faltan las de supuesta actividad paranormal, como el secuestro por extraterrestres. El uso de esta premisa en la ficción aparece en la serie Doctor Who, en el capítulo "Horror of Fang Rock". El misterio también fue la inspiración para el compositor Peter Maxwell Davies en su ópera de cámara moderna The Lighthouse (1979). El grupo de rock británico Genesis escribió y grabó "The Mistery of Flannan Isle Lighhouse" en 1968 mientras trabajaban en su primer álbum, aunque la canción no fue publicada hasta 1998 en el álbum recopilatorio Génesis Archive 1967–75. La película de suspense de 2018 The Vanishing también se basa en la historia. La película de 2019 dirigida por Robert Eggers titulada El Faro hace ligeras referencias a este misterio en su planteamiento de terror.